# الدوري البيلاروسي الممتاز لكرة السلة
الدوري البيلاروسي الممتاز لكرة السلة هو دوري كرة سلة للمحترفين في بيلاروسيا تأسس في 1992 يلعب فيه 7 فرق. فريق غرودنو-93 هو الأكثر تتويجا باللقب.

## أبرز الفرق
- تسموكي-مينسك
- غرودنو-93
- روبن فيتيبسك
- سفيسلوتش أوسيبوفيتشي

## وصلات خارجية
- الموقع الإلكتروني